# Charles H. Crane
Charles Henry Crane, B.A. M.A. M.D. (19 juillet 1825 - 10 octobre 1883) est un médecin américain. Il fut le 13e Surgeon General of the United States Army (chef des services de santé de l'US Army), de 1882 à 1883.

## Biographie
Fils du colonel Ichabod B. Crane (en), il obtient son B. A. à Yale College en 1844, avant d'aller à la Harvard Medical School où il reçoit son M. D. en 1847
Il rejoint l'armée en venant du Massachusetts le 14 février 1848. Il était l'un des médecins qui assista Abraham Lincoln lors de la mort de celui-ci.